# Bayern-Rundfahrt 2011
|                  | Geraint Thomas       | 19:09:36 h   |
| 2.               | Nicki Sørensen       | + 00:17 min  |
| 3.               | Michael Albasini     | + 00:19 min  |
| 4.               | Blel Kadri           | + 01:23 min  |
| 5.               | Andreas Klier        | + 01:26 min  |
| 6.               | Johannes Fröhlinger  | + 01:46 min  |
| 7.               | Thibaut Pinot        | + 01:47 min  |
| 8.               | Wesley Sulzberger    | + 01:53 min  |
| 9.               | Pieter Serry         | + 02:11 min  |
| 10.              | David Loosli         | + 03:25 min  |
|                  | Edvald Boasson Hagen | 14 P.        |
| 2.               | Michael Albasini     | 12 P.        |
| 3.               | Jarosław Marycz      | 12 P.        |
|                  | Pieter Serry         | 10 P.        |
| 2.               | Fabian Wegmann       | 8 P.         |
| 3.               | Tony Hurel           | 6 P.         |
| Nachwuchswertung | Thibaut Pinot        | 19:11:23 h   |
| 2.               | Pieter Serry         | 0 + 0:24 min |
| 3.               | Edvald Boasson Hagen | 0 + 2:58 min |
|                  | Sky ProCycling       | 57:38:20 h   |
| 2.               | Saxo Bank SunGard    | + 02:28 min  |
| 3.               | HTC-Highroad         | + 02:59 min  |

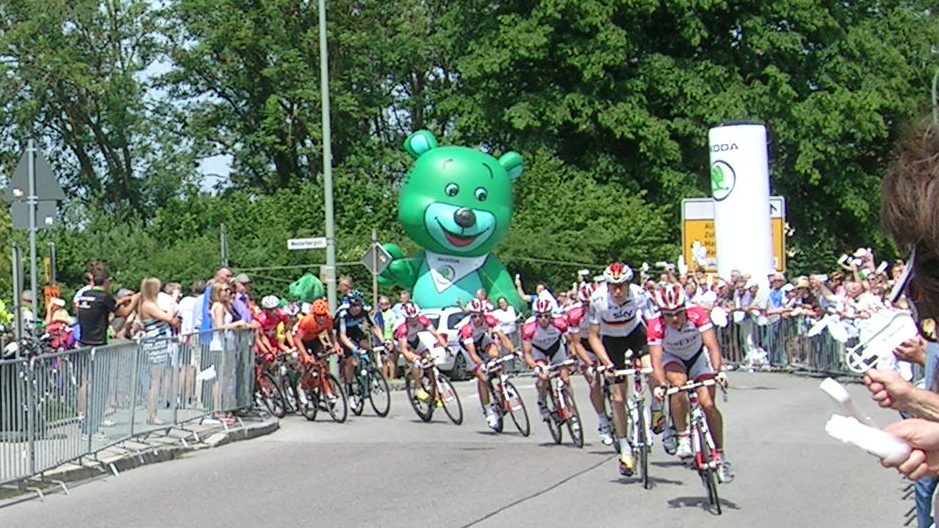
Ankunft des Feldes in Moosburg

Die 32. Bayern-Rundfahrt fand vom 25. bis zum 29. Mai 2011 statt. Das Rennen wurde in fünf Etappen, darunter ein Einzelzeitfahren, über eine Distanz von 798,3 Kilometern ausgetragen. Es gehörte zur UCI Europe Tour 2011 und war dort in die Kategorie 2.HC eingestuft.
Bei dem Einzelzeitfahren gingen auch neun körperbehinderte Radrennfahrer an den Start, darunter Teilnehmer der Paralympics wie Michael Teuber und Wolfgang Sacher.
Gesamtsieger wurde der Brite Geraint Thomas vom Team Sky ProCycling vor Nicki Sørensen (Saxo Bank SunGard) aus Dänemark und Michael Albasini (HTC-Highroad) aus der Schweiz.

## Teilnehmende Teams
Einladungen erhielten acht ProTeams, acht Professional Continental Teams, darunter das Team NetApp aus Deutschland, und vier deutsche Continental Teams.
| UCI ProTeams ag2r La Mondiale Euskaltel-Euskadi Garmin-Cervélo         | HTC-Highroad Lampre-ISD Leopard Trek | Saxo Bank SunGard Sky ProCycling         |
| UCI Professional Continental Teams Caja Rural CCC Polsat Polkowice FDJ | Geox-TMC Skil-Shimano Team Europcar  | Team NetApp Topsport Vlaanderen-Mercator |
| UCI Continental Teams Nutrixxion Sparkasse Team Eddy Merckx-Indeland   | Team Heizomat                        | Team NSP                                 |

## Etappen
Bei der 1. Etappe von Pfarrkirchen nach Freystadt am 25. Mai wurden fünf Ausreißer erst drei Kilometer vor dem Ziel gestellt. Es siegte der Norweger Edvald Boasson Hagen im Massensprint vor André Schulze (CCC Polsat Polkowice) und Heinrich Haussler (Garmin Cervelo).
Die 2. Etappe von Freystadt nach Bad Gögging am 26. Mai gewann der Deutsche John Degenkolb vor Marcel Kittel (Skil-Shimano) und Edvald Boasson Hagen.
Bei der 3. Etappe von Bad Gögging nach Aichach am 27. Mai verlief über hügeliges Gelände, es konnte sich bei schlechtem Wetter eine Spitzengruppe um den späteren Gesamtsieger Geraint Thomas vom Team Sky ProCycling absetzen und entscheidende fünf Minuten auf die anderen Favoriten herausfahren. Michael Albasini (HTC-Highroad) war im Sprint der Gruppe siegreich.
Die 4. Etappe am 28. Mai war das Zeitfahren in Friedberg. Der Brite Bradley Wiggins (Team Sky) gewann das Zeitfahren und verwies dabei den Zeitfahr-Weltmeister Fabian Cancellara überraschend deutlich auf den zweiten Rang. Geraint Thomas übernahm mit dem fünften Platz das Gelbe Trikot.
Die Schlussetappe von Friedberg nach Moosburg am 29. Mai war geprägt durch die Alleinfahrt von Jarosław Marycz vom Team Saxobank Sungard. Erst nach 140 Kilometern wurde Marycz etwa fünf Kilometer vor dem Ziel vom Hauptfeld geschluckt. Die Schlussetappe gewann der Italiener Giacomo Nizzolo (Leopard Trek) im Massensprint in Moosburg vor John Degenkolb und Edvald Boasson Hagen.
Gesamtsieger der Bayern-Rundfahrt 2011 wurde Geraint Thomas vor Nicki Sørensen und Michael Albasini.
| Etappe | Tag     | Start–Ziel               | km    | Typ              | Etappensieger        | Gesamtführender      |
| ------ | ------- | ------------------------ | ----- | ---------------- | -------------------- | -------------------- |
| 1.     | 25. Mai | Pfarrkirchen – Freystadt | 223,2 | Flachetappe      | Edvald Boasson Hagen | Edvald Boasson Hagen |
| 2.     | 26. Mai | Freystadt – Bad Gögging  | 206,2 | Flachetappe      | John Degenkolb       | Edvald Boasson Hagen |
| 3.     | 27. Mai | Bad Gögging – Aichach    | 180,8 | Hügeletappe      | Michael Albasini     | Michael Albasini     |
| 4.     | 28. Mai | Friedberg EZF            | 026,0 | Einzelzeitfahren | Bradley Wiggins      | Geraint Thomas       |
| 5.     | 29. Mai | Friedberg – Moosburg     | 162,1 | Flachetappe      | Giacomo Nizzolo      | Geraint Thomas       |

## Wertungen im Rennverlauf
Die Tabelle zeigt den Führenden in der jeweiligen Wertung nach der jeweiligen Etappe an.
|   | Etappensieger        | Gesamtwertung ·      | Nachwuchswertung ·   | Bergwertung ·     | Punktwertung ·       | Teamwertung    |
| - | -------------------- | -------------------- | -------------------- | ----------------- | -------------------- | -------------- |
| 1 | Edvald Boasson Hagen | Edvald Boasson Hagen | Edvald Boasson Hagen | Maxime Bouet      | Edvald Boasson Hagen | Lampre-ISD     |
| 2 | John Degenkolb       | Edvald Boasson Hagen | Edvald Boasson Hagen | Matthias Bertling | Edvald Boasson Hagen | Sky ProCycling |
| 3 | Michael Albasini     | Michael Albasini     | Pieter Serry         | Pieter Serry      | Maxime Bouet         | Sky ProCycling |
| 4 | Bradley Wiggins      | Geraint Thomas       | Thibaut Pinot        | Pieter Serry      | Maxime Bouet         | Sky ProCycling |
| 5 | Giacomo Nizzolo      | Geraint Thomas       | Thibaut Pinot        | Pieter Serry      | Edvald Boasson Hagen | Sky ProCycling |